# Casabermeja
Casabermeja település Spanyolországban, Málaga tartományban. Casabermeja Almogía, Villanueva de la Concepción, Antequera, Colmenar és Málaga községekkel határos. Lakosainak száma 4065 fő (2024).

## Népesség
A település népessége az elmúlt években az alábbi módon változott:
| Lakosok száma | 3016 | 3127 | 3421 | 3520 | 3686 | 3498 | 3442 | 3522 | 3813 | 4065 |
|               | 2001 | 2004 | 2007 | 2009 | 2012 | 2014 | 2017 | 2019 | 2022 | 2024 |